# جواكيم فيراز
جواكيم فيراز (16 مايو 1974 في البرتغال - ) هو لاعب كرة قدم برتغالي في مركز الهجوم. لعب مع دندي يونايتد وكينغداو جونون وموريرينسي ونادي باسوش دي فيريرا ونادي بيلينينسش ونادي جل فيسنتي ونادي ماريتيمو ونادي مايا ‏ وF.C. Marco ‏ ونادي بينفايل ونادي إيسبينهو وديبورتيفا دي لوسادا ‏ واتحاد بريدس ‏ وSport Clube Salgueiros ‏.

## وصلات خارجية
- جواكيم فيراز على موقع Soccerbase.com (لاعب) (الإنجليزية)
- جواكيم فيراز على موقع عالم كرة القدم.نت (الإنجليزية)